# 팽업
팽업(彭業, ? ~ ?)은 신나라의 제후로, 신평군 양가현(陽夏縣) 사람이다. 전한의 대사공 팽선의 손자이다.

## 생애
천봉 4년(17년), 아버지 팽성의 뒤를 이어 장평후(長平侯)에 봉해졌다.
지황 4년(23년), 신나라가 멸망하여 작위가 소멸되었다.

## 출전
- 반고, 《한서》 권18 외척은택후표

| 선대 아버지 장평절후 팽성 | 신의 장평후 17년 ~ 23년 | 후대 (신 멸망) |